# Ollarianus uniformis
Ollarianus uniformis är en insektsart som beskrevs av Rauno E. Linnavuori och Delong 1977. Ollarianus uniformis ingår i släktet Ollarianus och familjen dvärgstritar. Inga underarter finns listade i Catalogue of Life.